# كمدارك (تشكدان)
کمدارك (بالفارسية: کمدارک) هي قرية تقع في إيران في هرمزغان. يقدر عدد سكانها بـ 406 نسمة بحسب إحصاء 2016.